# Beaumont (Haute-Savoie)
Beaumont is een gemeente in het Franse departement Haute-Savoie (regio Auvergne-Rhône-Alpes). De plaats maakt deel uit van het arrondissement Saint-Julien-en-Genevois. Beaumont telde op 1 januari 2022 3.081 inwoners.

## Geografie
De oppervlakte van Beaumont bedroeg op 1 januari 2022 9,74 vierkante kilometer; de bevolkingsdichtheid was toen 316,3 inwoners per km².

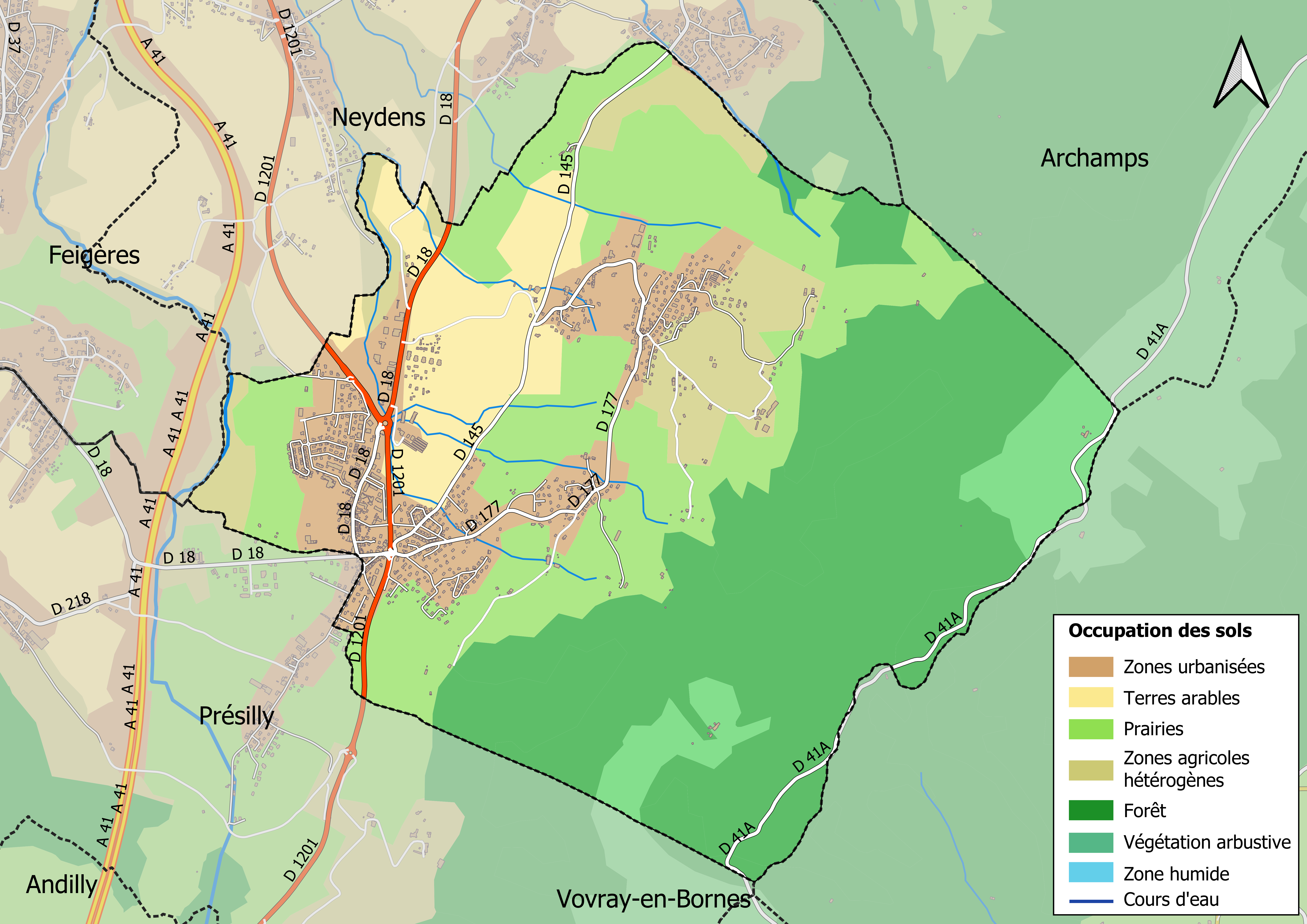
Kaart van de gemeente met de belangrijkste infrastructuur, bodemgebruik en omliggende gemeenten

## Demografie
Onderstaande figuur toont het verloop van het inwonertal (bron: INSEE-tellingen).